# Artena contenta
Artena contenta är en fjärilsart som beskrevs av Walker 1858. Artena contenta ingår i släktet Artena och familjen nattflyn. Inga underarter finns listade i Catalogue of Life.